# Нунэанган
Нунэанган — небольшой скалистый остров на мелководье при выходе из пролива Сенявина в 5 км восточнее острова Итыгран, у юго-восточной оконечности Чукотского полуострова.
Административно относится к Провиденскому району Чукотского автономного округа.
Высшая точка — 117 м, где на скале стоит навигационный маяк.
В прибрежной акватории находятся кормовые поля серого и гренландского китов.
На острове расположен большой птичий базар, всего отмечено 8 видов морских птиц общей численностью свыше 40 тыс особей, в том числе кайры, моёвки, бакланы.
В 2003 году на установленном при маяке РИТЭГ была обнаружена нештатная работа последнего. Внешнее излучение аппарата превышало установленные пределы в 5 раз по причине недостатка в конструкции. К 2012 году неисправный РИТЭГ был вывезен на утилизацию.